# Società nazionale italiana
La Società nazionale italiana (en français Société nationale italienne) est une association politique italienne né en 1857 à Turin avec pour objectif l'unité de l'Italie sous la monarchie de Savoie.

## Historique
Après l'échec de l'insurrection de Milan organisé par Giuseppe Mazzini, les motifs de distension circulent au sein de son mouvement. Certains responsables pensent inéluctable un rapprochement avec la maison de Savoie opposant ainsi le Partito d'Azione créé en 1853 par Mazzini à la Società nazionale.
L'association est dirigée par Daniele Manin, puis par Giorgio Pallavicino Trivulzio et comme secrétaire Giuseppe La Farina. Dissoute en 1859, au début de la deuxième guerre d'indépendance italienne, elle se reforme la même année sous la présidence de La Farina. Elle sert de support à la politique de Camillo Cavour alors président du Conseil du royaume de Sardaigne et  se diffuse rapidement dans toute l'Italie parmi les patriotes provenant de toutes les positions politiques, Giuseppe Garibaldi en fut le vice-présidente honoraire.
Elle a un rôle important lors de la préparation de l'expédition des Mille et lui fournit un soutien au cours de l'opération. Après l'unification de l'Italie (1861), l'association décline lentement, le programme de l'association étant repris par le gouvernement italien, et en 1862 l'association est dissoute.
L'association dispose d'un journal, le Il Piccolo corriere d'Italia, mensuel publié du 22 juin 1856 au 3 mars 1861, et hebdomadaire du 4 mars 1861 au 15 janvier 1862.

## Note
- (it) Cet article est partiellement ou en totalité issu de l’article de Wikipédia en italien intitulé « Società nazionale italiana » (voir la liste des auteurs).